# 성 엘리사벳 성당 (브라티슬라바)

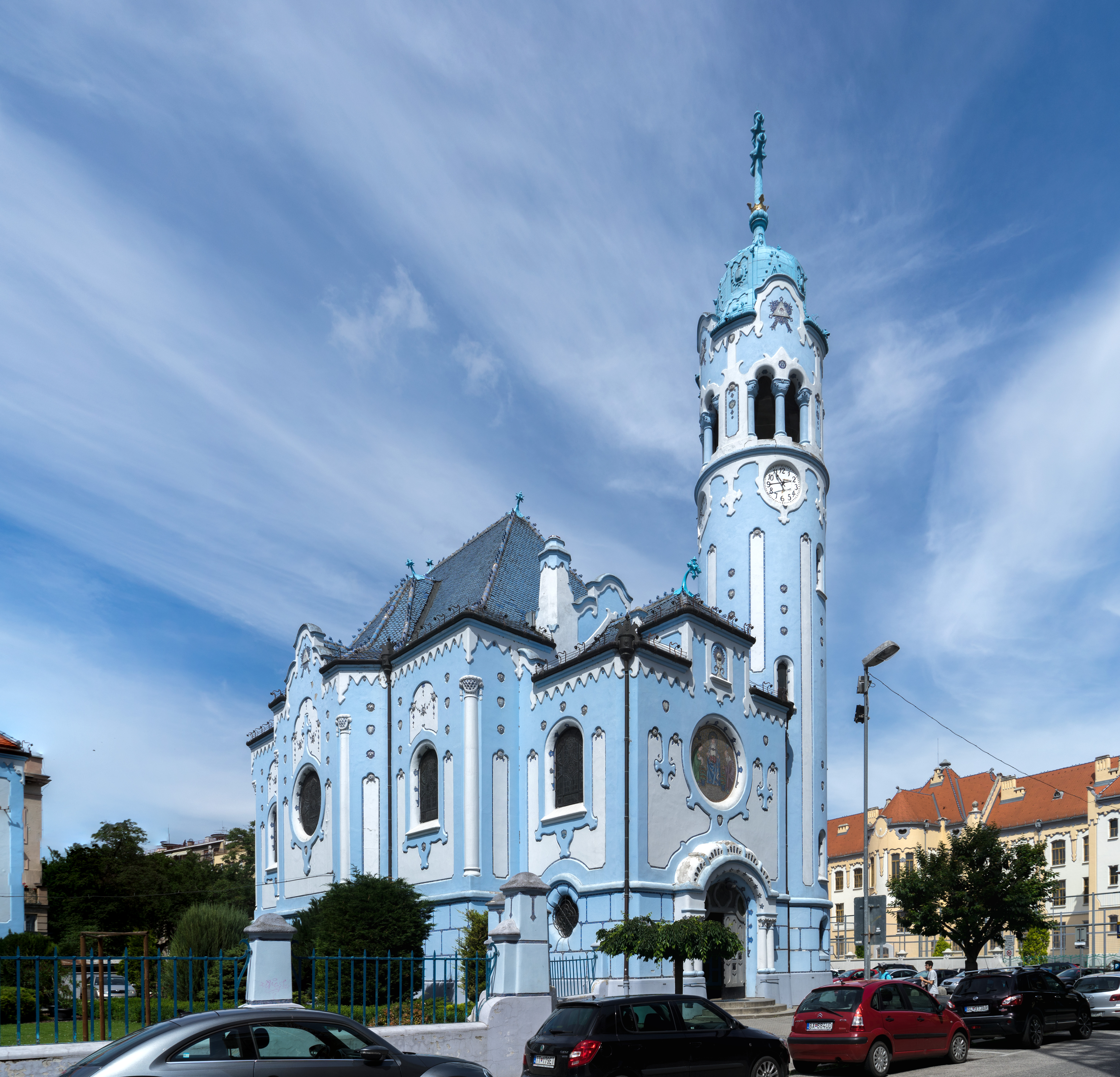
성 엘리사벳 성당

성 엘리사벳 성당(슬로바키아어: Kostol svätej Alžbety) 또는 파란 성당(슬로바키아어: Modrý kostolík)은 슬로바키아 브라티슬라바에 있는 성당이다. 브라티슬라바성에서 자란 언드라시 2세의 딸 엘리자베트에게 봉헌된 성당이다.